# Pararge bipupilla
Pararge bipupilla är en fjärilsart som beskrevs av Marcel Caruel 1948. Pararge bipupilla ingår i släktet Pararge och familjen praktfjärilar. Inga underarter finns listade i Catalogue of Life.